# Gildas Milin
Gildas Milin, né le 4 octobre 1968, est comédien, auteur dramatique et metteur en scène de ses pièces.

## Biographie
Après des études d’arts plastiques, il intègre le Conservatoire national supérieur d'art dramatique dans les cours de Philippe Adrien et de Stuart Seide. En 1995, il fonde la compagnie Les Bourdons Farouches.
Il dirige l'ENSAD, école d'acteurs à Montpellier.
Léopoldine HH interprète trois de ses textes pour l'album Blumen Im Topf en 2016. Pour le deuxième album  en 2021 Là, lumière particulière, « elle a travaillé en collaboration avec Gildas Milin, en reprenant et réarrangeant les chansons de ce dernier ».

## Théâtre

### Auteur
- L’Ordalie, Éditions Actes Sud-Papiers, Paris, 1994
- Le Triomphe de l’échec, Éditions Actes Sud-Papiers, 1994 (Prix de l’Association Beaumarchais 1994)
- La Troisième Vérité, commande du Deutsches Theater (inédit)
- La Confession, collectif, 1999
- Le Premier et le dernier, Éditions Actes Sud-Papiers, 2000
- Traduction de Visage de feu de Marius von Mayenburg pour la mise en scène d’Alain Françon, Théâtre national de la Colline, 2001, L’Arche Éditeur, Paris, 2001
- Anthropozoo, Éditions Actes Sud-papiers, 2003
- Phineas Gage, commande pour le Théâtre national de Strasbourg, 2004 (inédit)
- Lenz et la fabrique scientifique pour un théâtre du ressenti, texte écrit pour les élèves de L’ERAC, à partir de la nouvelle de Georg Büchner, 2004 (inédit)
- Commun n’est pas comme un, pour les élèves de l’École Régionale de Lille (Théâtre du Nord), 2005 (inédit)
- L’Homme de février, Éditions Actes Sud-papiers, 2006
- Ghosts, inédit, 2006
- Machine sans cible, Éditions Actes Sud-papiers, 2007
- Toboggan, Éditions Actes Sud-papiers, 2012
- Le plus grand des plus petits, pour les élèves de la Manufacture-HETSR de Lausanne, 2013 (inédit)

### Comédien
- 1992 : Grand-peur et misère du Troisième Reich de Bertolt Brecht, mise en scène Philippe Adrien, Théâtre de la Tempête
- 1993 : Henry VI de William Shakespeare, mise en scène Stuart Seide, Théâtre de Gennevilliers, Théâtre de la Métaphore, La Filature
- 1993 : En attendant Godot de Samuel Beckett, mise en scène Philippe Adrien, Théâtre de la Tempête
- 1994 : En attendant Godot de Samuel Beckett, mise en scène Philippe Adrien, Théâtre des Treize Vents
- 1994 : Combat dans l’ouest, mise en espace Jean-Pierre Vincent, Théâtre des Gémeaux
- 1994 : Henry VI de William Shakespeare, mise en scène Stuart Seide, Festival d’Avignon, Théâtre de Gennevilliers, tournée
- 1995 : Henry VI de William Shakespeare, mise en scène Stuart Seide, La Ferme du Buisson, Théâtre de Nice
- 1995 : Napoléon ou les cent jours, mise en scène Bernard Sobel, Kunstfest festival de Weimar
- 1996 : Trézène Mélodie, mise en scène Cécile Garcia-Fogel, Théâtre de Sartrouville
- 1997 : Penthésilée Heinrich von Kleist, mise en scène Julie Brochen, Théâtre de la Bastille
- 1999 : Sallinger de Bernard-Marie Koltès, mise en scène Michel Didym, Théâtre des Abbesses
- 2001 : Le Gardien d’Harold Pinter, mise en scène Stuart Seide, Théâtre du Nord
- 2002 : Skinner de Michel Deutsch, mise en scène Alain Françon, Théâtre national de la Colline
- 2006 : L’Homme de février, mise en scène Gildas Milin, Maison de la Culture de Bourges
- 2007 : Machine sans cible, mise en scène Gildas Milin, Chartreuse de Villeneuve-lez-Avignon, Festival d’Avignon
- 2009 : La Cagnotte d'Eugène Labiche et Alfred Delacour, mise en scène Julie Brochen, Théâtre national de Strasbourg
- 2010 : La Cerisaie d'Anton Tchekhov mise en scène Julie Brochen, Théâtre national de Strasbourg, Odéon-Théâtre de l'Europe

### Metteur en scène
- 1992 : Dans la jungle des villes de Bertolt Brecht, grande salle d’Art lyrique de la Villette au CNSMDP, dans le cadre du CNSAD
- 1992 : L’Homosexuel ou la difficulté de s’exprimer de Copi, Festival de Villandraut
- 1995 : L'Ordalie de Gildas Milin, Théâtre de la Tempête
- 1997 : Le Triomphe de l'échec de Gildas Milin, Théâtre de la Tempête
- 1997 : La Troisième Vérité de Gildas Milin, la Baracke Deutsches Theater de Berlin
- 2000 : Le Premier et le dernier de Gildas Milin, Maison de la Culture de Bourges, Théâtre du Nord, Théâtre Gérard Philipe
- 2003 : Anthropozoo de Gildas Milin, Maison de la Culture de Bourges, Théâtre national de Strasbourg, Théâtre national de la Colline, Théâtre du Nord
- 2004 : Guerre de Lars Noren, pour le Riksteatern Stockholm, création à Copenhague
- 2005 : 25e heure, Festival d’Avignon
- 2006 : L’Homme de février de Gildas Milin
- 2007 : Ghosts de Gildas Milin, avec les élèves du Conservatoire national supérieur d’art dramatique
- 2007 : Machine sans cible de Gildas Milin, Festival d’Avignon
- 2008 : Force faible, de Gildas Milin, Théâtre de la Bastille
- 2012 :  Toboggan, de Gildas Milin, Théâtre Gérard Philippe

## Filmographie

### Réalisateur
- 2006 : Collapsar, court métrage